# 洛伦兹曲线

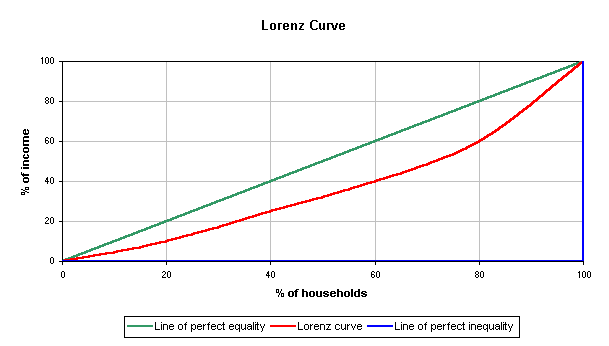
圖中的紅線即為洛伦兹曲线

洛伦兹曲线（英語：Lorenz curve），是1905年由经济学家马克斯·洛伦兹所提出的表示收入分配的曲线，意大利经济学家科拉多·吉尼在此基础上定义了基尼系数。

## 解释
在经济学里，洛伦兹曲线是在过往财富分配数据上建立的累积分布函数所对应的曲线，它通过变量y%的值来反映各项分配的比例。它经常被用来描述收入的分配情况，即以x%代表一部分（收入相似）家庭占整个社会家庭的比例，以y%代表该部分家庭的收入占整个社会收入的比例。该曲线也可用来描述社会资本的分配情况。在这些应用当中，经济学家经常把它用来衡量社会（主要指社会收入）是否公平。概率密度函数（f(x)）或累积分布函数（F(x)）：
{\displaystyle L(F)={\frac {\int _{-\infty }^{x(F)}xf(x)\,dx}{\int _{-\infty }^{\infty }xf(x)\,dx}}={\frac {\int _{0}^{F}x(F')\,dF'}{\int _{0}^{1}x(F')\,dF'}}}
這曲線在發展經濟學上，除了用於常見的基尼系數表示收入分布，還有土地分布，教育度的程度的分布等。